# Thomas Roos
Sven Thomas Roos, född 22 juni 1946 i Eskilstuna i Sverige, är en svensk skådespelare.

## Biografi
Thomas Roos var år 1969 en av intitaivtagarna till Modellteatern i Eskilstuna. De flyttade sedan till Stockholm och bytte namn till Orionteatern. Han spelade sedan vid bland annat Teater Galeasen och Boulevardteatern. Han kom år 1996 till Stockholms stadsteater där han var aktiv fram till 2007. Han har sedan åter spelat på Orionteatern.
Under 1990-talet medverkade han i ett flertal TV-serier, framförallt thrillers så som Fallet Paragon, Läckan och Zonen.
Han spelade också den läskige Herr Gustavsson i TV-filmen Kan du vissla Johanna? år 1994.

## Filmografi i urval
- 1986 – Ester – om John Bauers hustru
- 1988 – Xerxes (TV-serie)
- 1989 – Badhuset
- 1989 – Ture Sventon privatdetektiv (TV-serie)
- 1990 – Jag skall bli Sveriges Rembrandt eller dö!
- 1991 – T. Sventon och fallet Isabella
- 1991 – Kopplingen (TV-serie)
- 1992 – Svart Lucia
- 1992 – Kvällspressen (TV-serie)
- 1992 – Rederiet (TV-serie) (gästroll)
- 1992 – Hassel – Botgörarna (TV-film)
- 1993 – Tryggare kan ingen vara ......
- 1994 – Kan du vissla Johanna? (TV-film)
- 1994 – Fallet Paragon (TV-serie)
- 1994 – Läckan (TV-serie)
- 1995 – Snoken (TV-serie) (gästroll)
- 1996 – Zonen (TV-serie)
- 1997 – Spring för livet
- 1997 – Kung Lear (TV-film)
- 1997 – Skärgårdsdoktorn (TV-serie)
- 1998 – Ögat
- 1998 – Tre Kronor (TV-serie)
- 1999 – Jakten på en mördare (TV-serie)
- 2000 – Födelsedagen
- 2001 – Skilda världar (TV-serie)
- 2002 – Beck – Sista vittnet
- 2007 – Med sina bara händer
- 2008 – Häxdansen (TV-serie)
- 2009 – Göta kanal 3 – Kanalkungens hemlighet
- 2018 – STHLM Rekviem (TV-serie)

## Teater

### Roller (ej komplett)
| År   | Roll                            | Produktion                                                       | Regi                 | Teater                 |
| ---- | ------------------------------- | ---------------------------------------------------------------- | -------------------- | ---------------------- |
| 1983 |                                 | Skrattmänniskan Victor Hugo                                      | Lars Rudolfsson      | Orionteatern           |
| 1988 |                                 | Kvinnornas Decamerone Julia Voznesenskaja                        | Lars Rudolfsson      | Orionteatern           |
| 1989 | Kaptenen                        | Woyzeck Georg Büchner                                            | Lars Rudolfsson      | Orionteatern           |
| 1991 | Neville                         | Stilla natt Alan Ayckbourn                                       | Jacob Nordenson      | Boulevardteatern       |
| 1995 | Herr Müller                     | Änglar, eller Soporna, staden och döden Rainer Werner Fassbinder | Rickard Günther      | Teater Galeasen        |
| 1996 | Kommissarie Stedna              | Maratondansen Horace McCoy                                       | Johan Huldt          | Parkteatern            |
| 1996 | Prospero                        | Stormen (The Tempest) William Shakespeare                        | Guðjón Pedersen      | Riksteatern            |
| 1997 | Herr Schultz                    | Cabaret John Kander, Fred Ebb, Joe Masteroff                     | Åsa Kalmér           | Parkteatern            |
| 1998 | Malcolm Pryce                   | Makten och härligheten David Hare                                | Benny Fredriksson    | Stockholms stadsteater |
| 1998 | Läkare                          | Linje lusta Tennessee Williams                                   | Rickard Günther      | Stockholms stadsteater |
| 1999 | Anders Henriksson               | Stockholmsblod Olov Svedelid och Kalle Sörnäs                    | Peter Harryson       | Stockholms stadsteater |
| 1999 | Herr Squeers Herr Pailey        | Nicholas Nickleby David Edgar                                    | Georg Malvius        | Stockholms stadsteater |
| 2000 | Shallow                         | Muntra fruarna i Windsor William Shakespeare                     | Ronny Danielsson     | Stockholms stadsteater |
| 2001 | Tjebutykin                      | Systrarna Per Olov Enquist                                       | Benny Fredriksson    | Stockholms stadsteater |
| 2002 | Mike                            | Utsikt från en bro Arthur Miller                                 | Carl Kjellgren       | Stockholms stadsteater |
| 2002 | Svärdsmidaren Trädgårdsmästaren | Mio, min Mio Kristina Lugn                                       | Stina Ancker         | Stockholms stadsteater |
| 2003 | General Ivolgin                 | Idioten David Fishelson                                          | Alexander Mørk-Eidem | Stockholms stadsteater |
| 2004 | Marcellus Sjöman Skådespelare   | Hamlet William Shakespeare                                       | Philip Zandén        | Stockholms stadsteater |
| 2005 | Tiger Brown                     | Tolvskillingsoperan Bertolt Brecht och Kurt Weill                | Lars Rudolfsson      | Stockholms stadsteater |
| 2014 |                                 | Venus Lars Rudolfsson                                            | Lars Rudolfsson      | Orionteatern           |

### Fotnoter
1. ↑  Susanne Marko (4 december 1983). ”Orionteatern ger 'Skrattmänniskan': Suggestiv totalteater”. Dagens Nyheter:  s. 23. https://arkivet.dn.se/tidning/1983-12-04/329/25. Läst 5 november 2017.
2. ↑  ”Teaterannons”. Dagens Nyheter:  s. På Stan 28. 26 december 1988. https://arkivet.dn.se/tidning/1988-11-26/322/100. Läst 7 maj 2019.
3. ↑  Ingegärd Waarenperä (1 oktober 1989). ”Stort upplagd spelöppning av Orionteatern: Patetiken nära i 'Woyzeck'”. Dagens Nyheter:  s. 24. http://arkivet.dn.se/arkivet/tidning/1989-10-01/266/24. Läst 23 augusti 2015.
4. ↑  Tove Ellefsen (7 oktober 1991). ”Intelligent svart komik: Boulevardteatern firar tragisk engelsk jul”. Dagens Nyheter:  s. B4. https://arkivet.dn.se/tidning/1991-10-07/273/18. Läst 14 april 2018.
5. ↑  Leif Zern (15 januari 1995). ”Glasklar tolkning av dunkelt verk”. Dagens Nyheter. https://www.dn.se/arkiv/teater/glasklar-tolkning-av-dunkelt-verk/. Läst 2 april 2018.
6. ↑  Lars-Olof Franzén (16 oktober 1996). ”'Stormen' sveper norrut. 400-årigt Shakespearedrama som intrigmässigt nyttjar grepp som i dagens actionfilmer”. Dagens Nyheter. https://www.dn.se/arkiv/teater/stormen-sveper-norrut-400-arigt-shakespearedrama-som-intrigmassigt-nyttjar-grepp-som-i-dagens/. Läst 23 januari 2022.
7. ↑  ”Venus”. Orionteatern. Arkiverad från originalet den 1 februari 2017. https://web.archive.org/web/20170201234512/http://www.orionteatern.se/pa-scen/venus/. Läst 20 januari 2017.